# Pseudabraxas
Pseudabraxas là một chi bướm đêm thuộc họ Geometridae.